# 科雷马尤卡吉尔语
科雷马尤卡吉尔语（Одул ажуу），又称南尤卡吉尔语或森林尤卡吉尔语，是尤卡吉尔语系中现存的两门语言之一。它最后通行于科雷馬河源头的森林地带，分属俄罗斯的萨哈共和国和马加丹州，以前曾通行于上科雷馬地区更广阔的区域。

## 现状
截至2003年，科雷马尤卡吉尔语是一门濒临灭绝的语言，只有50人为母语者。没有人是单一语言者，所有人都能说俄语，大部分人也能说雅库特语。所有60岁以下的尤卡吉尔人的第一语言是俄语，尽管很多人的母语依然是科雷马尤卡吉尔语，能流利地以第一语言说的人的平均年龄是63岁或更大。在过去，该地区的人能说多种语言的现象很普遍。根据听者所属的民族，科雷马尤卡吉尔语、雅库特语、鄂溫語和楚科奇语都曾作为族际交流语。60岁以上的尤卡吉尔人跟随这个传统。41到60岁的中年人的母语依然是尤卡吉尔语，但他们在所有其它交流场合中使用俄语。年轻一代的尤卡吉尔人几乎只会说俄语，俄语是学校里的唯一语言。尽管科雷马尤卡吉尔语自1985年起在学校教授，但最年轻的一代对这门语言知晓很少。

## 分类及语法特征
尤卡吉尔语系与其它语系的关系不是太清楚，尽管有人认为它们与乌拉尔语系有一点关系，并组成一个假定的乌拉尔-尤卡吉尔语系。
科雷马尤卡吉尔语和冻原尤卡吉尔语是曾经在西伯利亚东北部占优势地位语系之一的两门幸存语言，该语系曾覆盖从东边阿纳德尔河到西边勒拿河的区域。根据早期文献记载，可以推论出曾经有一个尤卡吉尔方言连续体，而现今冻原尤卡吉尔语和科雷马尤卡吉尔语分属这个连续体的两端。
科雷马尤卡吉尔语和冻原尤卡吉尔语并不能互通。科雷马尤卡吉尔语有残余的元音和谐及一套复杂的辅音语音系统和丰富的粘着语法构词，且有严格的中心词后置现象。